# Dom Remandera
Dom Remandera (fin. Remanderin talo) – zabytkowa budowla w stolicy Finlandii, Helsinkach. Jeden z najstarszych murowanych domów mieszkalnych w tym mieście.

## Położenie
Dom Remandera znajduje się w dzielnicy Kruununhaka, pod adresem Aleksanterinkatu 16. Stoi pomiędzy nieco młodszym domem Brummera (po lewej, Aleksanterinkatu 14) a najstarszą kamienicą w Helsinkach, domem Sederholma (po prawej, Aleksanterinkatu 18), w pobliżu narożnika Placu Senackiego.

## Historia
Murowany dom został zbudowany w 1814 r. dla kupca Friedricha Remandera. Pierwotnie jednopiętrowy, w 1873 r. został powyższony o drugie piętro. W 1925 r. w głębi działki została dobudowana reprezentacyjna „Biała sala”.

## Architektura
Klasycystyczny, murowany, potynkowany, dwupiętrowy budynek o symetrycznej, siedmioosiowej fasadzie. Wyróżniają się w niej trzy środkowe okna pierwszego piętra, których otwory są zwieńczone niskimi, trójkątnymi naczółkami. Pierwsze piętro wieńczy wydatny gzyms, świadczący o późniejszej nadbudowie trzeciej kondygnacji.